# Дрецељ (Соколац)
Дрецељ је насељено мјесто у општини Соколац, Република Српска, БиХ. На попису становништва 1991. у њему је живјело 291 становника.

## Историја
Насељено мјесто Дрецељ је до 1992. комплетно припадало предратној општини Олово. Током рата у Босни и Херцеговини оно се нашло на линији фронта двије зараћене стране. Након овог рата, село је подјељено и дио села се нашао под контролом муслиманских снага, те је припала општини Олово у саставу Федерације БиХ, а други дио је био под контролом Војске Републике Српске, па је припао општини Соколац у Републици Српској.

## Становништво
| Националност | 1991. |
| Срби         | 257   |
| Муслимани    | 21    |
| Хрвати       | 1     |
| Југославени  | 3     |
| остали       | 9     |
| Укупно       | 291   |